# Stintino
Stintino est une commune italienne  dans la région Sardaigne en Italie.

## Géographie

Vue du village depuis le sud

## Administration
| Période                                  | Période  | Identité      | Étiquette    | Qualité                |
| ---------------------------------------- | -------- | ------------- | ------------ | ---------------------- |
| eletto il 27/05/2007                     | En cours | Antonio DIANA | Lista Civica | Pescatori e Assimilati |
| Les données manquantes sont à compléter. |          |               |              |                        |

### Communes limitrophes
Sassari, Porto Torres

### Îles
- Île des Poireaux